# Trichopetalum
Trichopetalum Lindl. – rodzaj roślin z rodziny szparagowatych. Obejmuje dwa gatunki występujące w środkowym Chile i południowej Argentynie. 
Nazwa naukowa rodzaju pochodzi od greckich słów τριχος (trichos – włosy) i  πετάλων  (petalon – płatki) i odnosi się do frędzelkowatych brzegów listków okwiatu.

## Morfologia
Wieloletnie rośliny zielne o wzniesionym pionowo kłączu. Korzenie nieco mięsiste lub włókniste i niektóre przekształcone w grube, wrzecionowate bulwy korzeniowe. Pęd naziemny ulistniony u nasady, głąbikowaty. Liście jednoroczne, siedzące, równowąskie, zgięte brzegami do wewnątrz, u nasady tworzące pochwę. Kwiaty zebrane w luźne, groniaste wiechy, pojedyncze (T. chosmalensis) lub kilka w każdym węźle (T. plumosum), wsparte kilkoma przysadkami. Szypułki członowane. Listki okwiatu wolne, białe, położone w dwóch okółkach. Listki zewnętrznego okółka równowąskolancetowate, całobrzegie; listki wewnętrznego okółka jajowate, o frędzelkowatych brzegach. Pręciki o gładkich nitkach i pylnikach osadzonych u nasady, skierowanych do wewnątrz, pękających przez wzdłużne szczeliny. Zalążnia mała, jajowata, trójkomorowa, z licznymi zalążkami w każdej komorze. Owocami są jajowate torebki zawierające czarne, spłaszczone nasiona.

## Systematyka
Pozycja systematycznaRodzaj z grupy Arthropodium  w podrodzinie Lomandroideae rodziny szparagowatych (Asparagaceae).
Wykaz gatunków
- Trichopetalum chosmalensis Guagl. & Belgrano
- Trichopetalum plumosum (Ruiz & Pav.) J.F.Macbr.

## Znaczenie użytkowe
Znajdują zastosowanie jako rośliny ozdobne. 